# Copa de Alemania 1993-94
La Copa de Alemania 1993-94 fue la 51.ª edición del torneo de copa de fútbol más importante de Alemania y que contó con la participación de 76 equipos. El torneo se jugó del 2 de agosto de 1993 al 14 de mayo de 1994.
El Werder Bremen venció en la final al Rot-Weiss Essen 3-1 para ganar su tercera copa alemana.

## Resultados

### Primera Ronda
| 2-8-1993 | Werder Bremen (A) | 1 – 5   | Bayern Munich                                      | Weserstadion, Platz 11, Bremen                          |                                                         |
|          | Simonsen 59'      | Reporte | Labbadia 33' 63' 64' · Valencia 62' · Matthäus 81' | Asistencia: 8500 espectadores Árbitro(s): Norbert Haupt | Asistencia: 8500 espectadores Árbitro(s): Norbert Haupt |

| 3-8-1993 | SV Sandhausen | 1 – 4   | Karlsruher SC                     | Hartwaldstadion, Sandhausen                                  |                                                              |
|          | Berecko 63'   | Reporte | Bender 60' 83' · Kiriakov 62' 88' | Asistencia: 10 000 espectadores Árbitro(s): Helmut Fleischer | Asistencia: 10 000 espectadores Árbitro(s): Helmut Fleischer |

| 3-8-1993 | SpVgg Plattling                  | 4 – 3   | FSV Mainz 05                | Rennbahnstadion, Plattling                      |                                                 |
|          | Boxleitner 2' 5' 83' · Weigl 13' | Reporte | Glesius 28' 66' · Klopp 62' | Asistencia: 1600 espectadores Árbitro(s): Lange | Asistencia: 1600 espectadores Árbitro(s): Lange |

| 3-8-1993 | FC Kilia Kiel | 0 – 8   | SC Freiburg                                                           | Stadion am Hauptplatz, Kiel                                  |                                                              |
|          |               | Reporte | Freund 30' 40' · Braun 65' 88' · Simon 71' 81' · Todt 80' · Spies 90' | Asistencia: 2500 espectadores Árbitro(s): Hans-Jürgen Kasper | Asistencia: 2500 espectadores Árbitro(s): Hans-Jürgen Kasper |

| 3-8-1993 | SV Ludweiler  | 1 – 4   | Borussia Dortmund                                      | Sportanlage, Ludweiler                                     |                                                            |
|          | Tabellion 63' | Reporte | Reinhardt 24' · Mill 30' · Reuter 33' · Rummenigge 84' | Asistencia: 10 500 espectadores Árbitro(s): Thomas Leimert | Asistencia: 10 500 espectadores Árbitro(s): Thomas Leimert |

| 3-8-1993 | SpVgg Erkenschwick | 0 – 2   | Borussia Mönchengladbach | Stimbergstadion, Oer-Erkenschwich                      |                                                        |
|          |                    | Reporte | Mølby 64' · Dahlin 80'   | Asistencia: 15 000 espectadores Árbitro(s): Kemmerling | Asistencia: 15 000 espectadores Árbitro(s): Kemmerling |

| 3-8-1993 | Bayern Munich (A) | 2 – 1 (t. s.) | FC Homburg | Stadion an der Grünwalder Strasse, Munich         |                                                   |
|          | Münch 25' 118'    | Reporte       | Simon 49'  | Asistencia: 7000 espectadores Árbitro(s): Fückler | Asistencia: 7000 espectadores Árbitro(s): Fückler |

| 4-8-1993 | 1. FC Pforzheim | 0 – 4   | 1. FC Kaiserslautern                           | Stadion im Brötzinger Tal, Pforzheim              |                                                   |
|          |                 | Reporte | Kuntz 8' · Marin 30' · Wagner 31' · Kadlec 87' | Asistencia: 7000 espectadores Árbitro(s): Schmidt | Asistencia: 7000 espectadores Árbitro(s): Schmidt |

| 4-8-1993 | FC Remscheid                      | 2 – 3   | Hertha BSC                                       | Röntgenstadion, Remscheid                                     |                                                               |
|          | Kosanovic 51' · Stocki 70' (pen.) | Reporte | Gries 13' · Kosanovic 39' (a.g.) · Schmöller 83' | Asistencia: 2000 espectadores Árbitro(s): Heinz-Dieter Casper | Asistencia: 2000 espectadores Árbitro(s): Heinz-Dieter Casper |

|  | SV Böblingen | 0 – 5   | MSV Duisburg                                                           | SVB-Stadion, Böblingen                             |                                                    |
|  |              | Reporte | Reinmayr 2' · Nijhuis 24' · Steininger 50' · Weidemann 55' · Közle 82' | Asistencia: 4000 espectadores Árbitro(s): Hoffmann | Asistencia: 4000 espectadores Árbitro(s): Hoffmann |

| 4-8-1993 | FSV Salmrohr | 1 – 3   | 1. FC Saarbrücken                     | Salmtalstadion, Salmtal                         |                                                 |
|          | Thömmes 77'  | Reporte | Wynalda 45' · Lust 54' · Savichev 81' | Asistencia: 3200 espectadores Árbitro(s): Wicht | Asistencia: 3200 espectadores Árbitro(s): Wicht |

| 4-8-1993 | VfL Osnabrück | 0 – 4   | Hannover 96                          | Stadion an der Bremer Brücke, Osnabrück               |                                                       |
|          |               | Reporte | Weiland 17' 69' · Schjønberg 77' 82' | Asistencia: 5000 espectadores Árbitro(s): Peter Weise | Asistencia: 5000 espectadores Árbitro(s): Peter Weise |

### Segunda Ronda
| 24-8-1993 | TSV Havelse | 0 – 3   | Karlsruher SC                        | A-Platz, Garbsen                                        |                                                         |
|           |             | Reporte | Carl 32' · Schuster 50' · Bender 56' | Asistencia: 4000 espectadores Árbitro(s): Lutz Pohlmann | Asistencia: 4000 espectadores Árbitro(s): Lutz Pohlmann |

| 24-8-1993 | TSF Ditzingen | 0 – 2   | Hansa Rostock              | Trumpf-Stadion, Ditzingen                      |                                                |
|           |               | Reporte | Dowe 61' · März 90' (pen.) | Asistencia: 2500 espectadores Árbitro(s): Kemm | Asistencia: 2500 espectadores Árbitro(s): Kemm |

| 24-8-1993 | 1. FC Magdeburg                                   | 3 – 3 (t. s.)(5–4 p.)      | Wuppertaler SV                                      | Ernst-Grube-Stadion, Magdeburg                               |                                                              |
|           | Grempler 86' · Kohn 90' · Rother 111'             | Reporte                    | Tönnies 33' · Feinbier 73' 107'                     | Asistencia: 5000 espectadores Árbitro(s): Bodo Brandt-Cholle | Asistencia: 5000 espectadores Árbitro(s): Bodo Brandt-Cholle |
|           |                                                   | Tiros desde el punto penal |                                                     |                                                              |                                                              |
|           | Siersleben · Grempler · Baumann · Mackel · Reinke |                            | Feinbier · Klein · Ksienzyk · Schwinkendorf · Broos |                                                              |                                                              |

| 24-8-1993 | FC Oberneuland | 1 – 8   | Chemnitzer FC                                                                             | Sportpark Vinnenweg, Bremen                      |                                                  |
|           | Eichel 72'     | Reporte | Gerber 20' 26' 76' · Mehlhorn 25' · Torunarigha 63' · Meißner 74' · Keller 86' · Renn 89' | Asistencia: 1000 espectadores Árbitro(s): Winter | Asistencia: 1000 espectadores Árbitro(s): Winter |

| 24-8-1993 | ASV Neumarkt | 0 – 4   | Tennis Borussia Berlin                    | ASV Sportzentrum, Neumarkt                       |                                                  |
|           |              | Reporte | Rusyayev 22' 53' · Vogel 69' · Goulet 90' | Asistencia: 1200 espectadores Árbitro(s): Müller | Asistencia: 1200 espectadores Árbitro(s): Müller |

| 24-8-1993 | SpVgg Plattling | 0 – 3   | Borussia Mönchengladbach | Rennbahnstadion, Plattling                               |                                                          |
|           |                 | Reporte |                          | Asistencia: 5500 espectadores Árbitro(s): Roland Schäfer | Asistencia: 5500 espectadores Árbitro(s): Roland Schäfer |

| 24-8-1993 | Sportfreunde Ricklingen | 0 – 1   | MSV Duisburg | Beekestadion, Ricklingen                               |                                                        |
|           |                         | Reporte | Nijhuis 35'  | Asistencia: 4100 espectadores Árbitro(s): Torsten Koop | Asistencia: 4100 espectadores Árbitro(s): Torsten Koop |

| 24-8-1993 | FC Augsburg          | 2 – 0 (t. s.) | Rot-Weiss Lüdenscheid | Rosenaustadion, Augsburg                                |                                                         |
|           | Heiß 11' · Hanke 80' | Reporte       |                       | Asistencia: 800 espectadores Árbitro(s): Holger Dehmelt | Asistencia: 800 espectadores Árbitro(s): Holger Dehmelt |

| 24-8-1993 | SV Darmstadt 98 | 1 – 2 (t. s.) | Bayern Munich (A)    | Stadion am Böllenfalltor, Darmstadt                   |                                                       |
|           | Baban 59'       | Reporte       | Grill 89' · Ott 102' | Asistencia: 2500 espectadores Árbitro(s): Herbert Eli | Asistencia: 2500 espectadores Árbitro(s): Herbert Eli |

| 24-8-1993 | SC Freiburg                            | 4 – 1   | Fortuna Köln | Dreisamstadion, Freiburg                           |                                                    |
|           | Todt 11' · Burić 37' 39' · Cardoso 66' | Reporte | Brandts 48'  | Asistencia: 5500 espectadores Árbitro(s): Hans Fux | Asistencia: 5500 espectadores Árbitro(s): Hans Fux |

| 24-8-1993 | 1. FC Köln                              | 4 – 1   | SV Waldhof Mannheim | Müngersdorfer Stadion, Cologne                         |                                                        |
|           | Rudy 11' · Polster 28' 69' · Janßen 55' | Reporte | Hecker 88'          | Asistencia: 8000 espectadores Árbitro(s): Hellmut Krug | Asistencia: 8000 espectadores Árbitro(s): Hellmut Krug |

| 24-8-1993 | Hertha BSC                                | 3 – 5 (t. s.) | Hamburger SV                                                            | Olympiastadion, Berlin                                   |                                                          |
|           | Schmöller 8' · O. Schmidt 15' · Gries 56' | Reporte       | Von Heesen 29' · Ivanauskas 36' 112' · Junghans 38' (a.g.) · Bäron 108' | Asistencia: 20 700 espectadores Árbitro(s): Frank Fleske | Asistencia: 20 700 espectadores Árbitro(s): Frank Fleske |

| 24-8-1993 | Alemannia Aachen | 0 – 3   | 1. FC Saarbrücken                     | Tivoli, Aachen                                            |                                                           |
|           |                  | Reporte | Zambiasi 71' · Krätzer 80' · Lust 82' | Asistencia: 7000 espectadores Árbitro(s): Michael Prengel | Asistencia: 7000 espectadores Árbitro(s): Michael Prengel |

| 24-8-1993 | Borussia Dortmund | 0 – 1   | Carl Zeiss Jena | Westfalenstadion, Dortmund                                |                                                           |
|           |                   | Reporte | Schreiber 11'   | Asistencia: 17 500 espectadores Árbitro(s): Jürgen Jansen | Asistencia: 17 500 espectadores Árbitro(s): Jürgen Jansen |

| 24-8-1993 | Bayer Uerdingen | 1 – 0   | VfB Leipzig | Grotenburg-Stadion, Krefeld                               |                                                           |
|           | Feldhoff 8'     | Reporte |             | Asistencia: 2400 espectadores Árbitro(s): Edgar Steinborn | Asistencia: 2400 espectadores Árbitro(s): Edgar Steinborn |

| 24-8-1993 | EFC Stahl | 0 – 2   | SpVgg Unterhaching             | Stadion der Hüttenwerker, Eisenhüttenstadt       |                                                  |
|           |           | Reporte | Bergen 10' · Bogdan 25' (pen.) | Asistencia: 1000 espectadores Árbitro(s): Sather | Asistencia: 1000 espectadores Árbitro(s): Sather |

| 24-8-1993 | SV Mettlach | 0 – 2   | SG Wattenscheid 09 | Stadion Am Schwimmbad, Mettlach                          |                                                          |
|           |             | Reporte | Löbe 51' 77'       | Asistencia: 7000 espectadores Árbitro(s): Herbert Fandel | Asistencia: 7000 espectadores Árbitro(s): Herbert Fandel |

| 24-8-1993 | FC Sachsen Leipzig                                  | 2 – 2 (t. s.)(3–4 p.)      | FC St. Pauli                        | Alfred-Kunze-Sportpark, Leipzig                             |                                                             |
|           | Saalbach 69' · Leitzke 90' (pen.)                   | Reporte                    | Pröpper 30' · Zander 707'           | Asistencia: 7000 espectadores Árbitro(s): Günther Habermann | Asistencia: 7000 espectadores Árbitro(s): Günther Habermann |
|           |                                                     | Tiros desde el punto penal |                                     |                                                             |                                                             |
|           | Weitzke · König · Hammermüller · Pfitzner · Leitzke |                            | Gronau · Driller · Pröpper · Zander |                                                             |                                                             |

| 24-8-1993 | VfB Gaggenau  | 1 – 3 (t. s.) | Hannover 96                         | Traischbachstadion, Gaggenau                          |                                                       |
|           | Kolasinac 74' | Reporte       | Schulz 55' 102' · Breitenreiter 97' | Asistencia: 3300 espectadores Árbitro(s): Windsperger | Asistencia: 3300 espectadores Árbitro(s): Windsperger |

| 24-8-1993 | SpVgg Marl                   | 3 – 2   | Borussia Fulda          | Volkspark, Marl                                     |                                                     |
|           | Tudyka 35' · Braasch 55' 85' | Reporte | Goumai 46' · Michel 90' | Asistencia: 900 espectadores Árbitro(s): Jörg Hotop | Asistencia: 900 espectadores Árbitro(s): Jörg Hotop |

| 24-8-1993 | Greifswalder SC | 0 – 2   | TSG Pfeddersheim           | Volksstadion, Greifswald                                 |                                                          |
|           |                 | Reporte | Padilla 20' · Heilmann 55' | Asistencia: 500 espectadores Árbitro(s): Michael Wendorf | Asistencia: 500 espectadores Árbitro(s): Michael Wendorf |

| 24-8-1993 | Eintracht Haiger            | 3 – 1   | FC Elmshorn 1920 | Haigerstadion, Haiger                                      |                                                            |
|           | Klein 4' 56' · Mittwoch 70' | Reporte | Lütje 57'        | Asistencia: 9000 espectadores Árbitro(s): Rainer Werthmann | Asistencia: 9000 espectadores Árbitro(s): Rainer Werthmann |

| 24-8-1993 | 1. FC Bocholt             | 2 – 3   | Rot-Weiss Essen                       | Stadion am Hünting, Bocholt                          |                                                      |
|           | Scharf 61' · Lipinski 66' | Reporte | Grein 8' · Bangoura 37' · Dondera 68' | Asistencia: 3300 espectadores Árbitro(s): H. Willems | Asistencia: 3300 espectadores Árbitro(s): H. Willems |

| 24-8-1993 | Kickers Offenbach                                          | 4 – 2 (t. s.) | SV Meppen                   | Bieberer Berg Stadion, Offenbach                        |                                                         |
|           | Hartmann 84' · Albert 90' · Krapp 92' · Faltin 112' (a.g.) | Reporte       | Rauffmann 40' · Schulte 80' | Asistencia: 4500 espectadores Árbitro(s): Bernhard Zerr | Asistencia: 4500 espectadores Árbitro(s): Bernhard Zerr |

| 24-8-1993 | Werder Bremen                          | 2 – 1 (t. s.) | Visita    | Weserstadion, Bremen                                        |                                                             |
|           | Herzberger 93' (a.g.) · Bockenfeld 96' | Reporte       | Koch 104' | Asistencia: 4800 espectadores Árbitro(s): Karl-Heinz Gläser | Asistencia: 4800 espectadores Árbitro(s): Karl-Heinz Gläser |

| 24-8-1993 | Dynamo Dresden                                | 0 – 0 (t. s.)(4–2 p.)      | VfL Wolfsburg                           | Rudolf-Harbig-Stadion, Dresden                              |                                                             |
|           |                                               | Reporte                    |                                         | Asistencia: 3900 espectadores Árbitro(s): Winfried Buchhart | Asistencia: 3900 espectadores Árbitro(s): Winfried Buchhart |
|           |                                               | Tiros desde el punto penal |                                         |                                                             |                                                             |
|           | Stevic · Schößler · Maucksch · Kmetsch · Pilz |                            | Lieberam · Gerstner · Ballwanz · Täuber |                                                             |                                                             |

| 24-8-1993 | Fortuna Düsseldorf | 0 – 2   | Eintracht Frankfurt   | Rheinstadion, Düsseldorf                                         |                                                                  |
|           |                    | Reporte | Binz 10' · Yeboah 75' | Asistencia: 17 000 espectadores Árbitro(s): Jürgen F. Wippermann | Asistencia: 17 000 espectadores Árbitro(s): Jürgen F. Wippermann |

| 24-8-1993 | Eintracht Braunschweig                        | 4 – 3   | VfB Oldenburg                        | Stadion an der Hamburger Straße, Braunschweig                |                                                              |
|           | Sedláček 17' · Radojević 39' · Probst 45' 59' | Reporte | Ehle 20' · Zierott 49' · Ekmesic 80' | Asistencia: 4500 espectadores Árbitro(s): Carsten Byernetzki | Asistencia: 4500 espectadores Árbitro(s): Carsten Byernetzki |

| 24-8-1993 | Bayer Leverkusen                      | 3 – 0   | 1. FC Nürnberg | Ulrich-Haberland-Stadion, Leverkusen                    |                                                         |
|           | Fischer 10' · Wörns 48' · Kirsten 86' | Reporte |                | Asistencia: 10 000 espectadores Árbitro(s): Alfons Berg | Asistencia: 10 000 espectadores Árbitro(s): Alfons Berg |

| 24-8-1993 | Carl Zeiss Jena (A) | 0 – 2   | Bayern Munich              | Ernst-Abbe-Sportfeld, Jena                             |                                                        |
|           |                     | Reporte | Wouters 6' · Nerlinger 61' | Asistencia: 7800 espectadores Árbitro(s): Frank Kiefer | Asistencia: 7800 espectadores Árbitro(s): Frank Kiefer |

| 25-8-1993 | Schalke 04   | 1 – 0 (t. s.) | VfL Bochum | Parkstadion, Gelsenkirchen                                         |                                                                    |
|           | Luginger 98' | Reporte       |            | Asistencia: 14 000 espectadores Árbitro(s): Karl-Josef Assenmacher | Asistencia: 14 000 espectadores Árbitro(s): Karl-Josef Assenmacher |

| 25-8-1993 | VfB Stuttgart            | 2 – 6 (t. s.) | 1. FC Kaiserslautern                                                         | Gottlieb-Daimler-Stadion, Stuttgart                             |                                                                 |
|           | Kruse 56' · Buchwald 84' | Reporte       | Lusch 12' · Ritter 36' · Wagner 97' · Kuntz 98' · Eriksson 100' · Haber 109' | Asistencia: 24 000 espectadores Árbitro(s): Hans-Joachim Osmers | Asistencia: 24 000 espectadores Árbitro(s): Hans-Joachim Osmers |

### Tercera Ronda
| 11-9-1993 | Borussia Mönchengladbach | 5 – 3 (t. s.) | Karlsruher SC | Bökelbergstadion, Mönchengladbach |                                 |
| |                          | Reporte       |               | Asistencia: 19 000 espectadores   | Asistencia: 19 000 espectadores |
| El partido fue anulado y se ordenó jugarlo otra vez en una sede neutral luego de que el portero del Karlsruhe Oliver Kahn fue herido por el lanzamiento de un objeto por los aficionados rivales. |                          |               |               |                                   |                                 |

| 26-10-1993 | Karlsruher SC | 0 – 1   | Borussia Mönchengladbach | Rheinstadion, Düsseldorf                                 |                                                          |
|            |               | Reporte | Kastenmaier 80'          | Asistencia: 38 000 espectadores Árbitro(s): Hellmut Krug | Asistencia: 38 000 espectadores Árbitro(s): Hellmut Krug |

| 11-9-1993 | SC Freiburg                                   | 5 – 3 (t. s.) | Eintracht Frankfurt       | Dreisamstadion, Freiburg                                     |                                                              |
|           | Rraklli 19' 102' · Freund 48' 99' · Braun 55' | Reporte       | Bein 52' · Furtok 82' 87' | Asistencia: 14 500 espectadores Árbitro(s): Hermann Albrecht | Asistencia: 14 500 espectadores Árbitro(s): Hermann Albrecht |

| 11-9-1993 | Schalke 04                 | 2 – 3 (t. s.) | Bayern Munich                 | Parkstadion, Gelsenkirchen                                    |                                                               |
|           | Eckstein 27' · Mulder 113' | Reporte       | Kreuzer 87' 114' · Ziege 120' | Asistencia: 38 700 espectadores Árbitro(s): Günther Habermann | Asistencia: 38 700 espectadores Árbitro(s): Günther Habermann |

| 11-9-1993 | 1. FC Saarbrücken | 2 – 4   | Hamburger SV                                 | Ludwigsparkstadion, Saarbrücken                           |                                                           |
|           | Savichev 45' 71'  | Reporte | Bäron 5' · Ivanauskas 15' · Letchkov 18' 49' | Asistencia: 8500 espectadores Árbitro(s): Manfred Amerell | Asistencia: 8500 espectadores Árbitro(s): Manfred Amerell |

| 11-9-1993 | Chemnitzer FC | 1 – 2 (t. s.) | SG Wattenscheid 09         | Stadion an der Gellertstraße, Chemnitz                 |                                                        |
|           | Renn 95'      | Reporte       | Prinzen 99' · Lesniak 110' | Asistencia: 3700 espectadores Árbitro(s): Frank Fleske | Asistencia: 3700 espectadores Árbitro(s): Frank Fleske |

| 11-9-1993 | 1. FC Magdeburg | 1 – 5   | Bayer Leverkusen                                                | Ernst-Grube-Stadion, Magdeburg                          |                                                         |
|           | Grempler 47'    | Reporte | Nehl 25' · Fischer 36' · Paulo Sérgio 69' 88' · Thom 72' (pen.) | Asistencia: 20 000 espectadores Árbitro(s): Bernd Hauer | Asistencia: 20 000 espectadores Árbitro(s): Bernd Hauer |

| 11-9-1993 | Eintracht Hager | 1 – 3 (t. s.) | 1. FC Kaiserslautern                     | Volkspark, Haiger                                    |                                                      |
|           | Klein 11'       | Reporte       | Wagner 32' 115' · Waldschmidt 94' (a.g.) | Asistencia: 5000 espectadores Árbitro(s): H. Willems | Asistencia: 5000 espectadores Árbitro(s): H. Willems |

| 11-9-1993 | Bayern Munich (A)                       | 0 – 0 (t. s.)(5–4 p.)      | 1. FC Köln                                   | Stadion an der Grünwalder Strasse, Munich |                               |
|           |                                         | Reporte                    |                                              | Asistencia: 3000 espectadores             | Asistencia: 3000 espectadores |
|           |                                         | Tiros desde el punto penal |                                              |                                           |                               |
|           | Hamann · Frey · Protzel · Grill · Cerny |                            | Rudy · Weiser · Heldt · Greiner · Christofte |                                           |                               |

| 11-9-1993 | TSG Pfeddersheim  | 1 – 3 (t. s.) | MSV Duisburg                            | Uwe-Becker-Stadion, Pfeddersheim                 |                                                  |
|           | Kaiser 17' (pen.) | Reporte       | Reinmayr 2' · Wohlert 93' · Preetz 114' | Asistencia: 4500 espectadores Árbitro(s): Wagner | Asistencia: 4500 espectadores Árbitro(s): Wagner |

| 11-9-1993 | Kickers Offenbach                    | 1 – 1 (t. s.)(3–5 p.)      | Werder Bremen                             | Bieberer Berg Stadion, Offenbach |                                 |
|           | Biehrer 102'                         | Reporte                    | Rufer 100'                                | Asistencia: 17 000 espectadores  | Asistencia: 17 000 espectadores |
|           |                                      | Tiros desde el punto penal |                                           |                                  |                                 |
|           | Hartmann · Krapp · Aleksic · Schäfer |                            | Rufer · Votava · Legat · Basler · Borowka |                                  |                                 |

| 11-9-1993 | Rot-Weiss Essen                   | 3 – 2 (t. s.) | FC St. Pauli    | Georg-Melches-Stadion, Essen                             |                                                          |
|           | Geschlecht 67' 99' · Bangoura 72' | Reporte       | Driller 11' 55' | Asistencia: 9000 espectadores Árbitro(s): Georg Dardenne | Asistencia: 9000 espectadores Árbitro(s): Georg Dardenne |

| 11-9-1993 | Bayer Uerdingen             | 2 – 3   | Carl Zeiss Jena                | Grotenburg-Stadion, Krefeld                                   |                                                               |
|           | Weber 43' · Gorlukovich 74' | Reporte | Wittke 11' · Schreiber 50' 58' | Asistencia: 3000 espectadores Árbitro(s): Heinz-Dieter Casper | Asistencia: 3000 espectadores Árbitro(s): Heinz-Dieter Casper |

| 11-9-1993 | SpVgg Unterhaching | 1 – 2   | Hansa Rostock                  | Generali Sportpark, Munich                          |                                                     |
|           | Lemberger 70'      | Reporte | Chalaskiewicz 29' · Sänger 35' | Asistencia: 1200 espectadores Árbitro(s): Hans Wolf | Asistencia: 1200 espectadores Árbitro(s): Hans Wolf |

| 11-9-1993 | Eintracht Braunschweig | 0 – 1   | Tennis Borussia Berlin | Stadion an der Hamburger Straße, Braunschweig          |                                                        |
|           |                        | Reporte | Aksoy 85' (pen.)       | Asistencia: 4300 espectadores Árbitro(s): Torsten Koop | Asistencia: 4300 espectadores Árbitro(s): Torsten Koop |

| 11-9-1993 | FC Augsburg                             | 3 – 0   | SpVgg Marl | Rosenaustadion, Augsburg                                         |                                                                  |
|           | Hecht 26' · Schroll 72' · Radlmaier 63' | Reporte |            | Asistencia: 1300 espectadores Árbitro(s): Günther Frey (Neu-Ulm) | Asistencia: 1300 espectadores Árbitro(s): Günther Frey (Neu-Ulm) |

| 11-9-1993 | Hannover 96                       | 2 – 3   | Dynamo Dresden                        | Niedersachsenstadion, Hannover                             |                                                            |
|           | Klutz 55' · Schjønberg 63' (pen.) | Reporte | Rank 43' · Marschall 43' · Penksa 70' | Asistencia: 16 900 espectadores Árbitro(s): Reinhard Kuhne | Asistencia: 16 900 espectadores Árbitro(s): Reinhard Kuhne |

### Cuarta Ronda
| 26-10-1993 | SC Freiburg                     | 3 – 0   | Hansa Rostock | Dreisamstadion, Freiburg                                    |                                                             |
|            | Braun 4' · Todt 38' · Simon 76' | Reporte |               | Asistencia: 10 700 espectadores Árbitro(s): Hans-Peter Best | Asistencia: 10 700 espectadores Árbitro(s): Hans-Peter Best |

| 26-10-1993 | FC Augsburg                                        | 0 – 0 (3–4 p.)             | Bayer Leverkusen                               | Rosenaustadion, Augsburg                                   |                                                            |
|            |                                                    | Reporte                    |                                                | Asistencia: 18 000 espectadores Árbitro(s): Roland Schäfer | Asistencia: 18 000 espectadores Árbitro(s): Roland Schäfer |
|            |                                                    | Tiros desde el punto penal |                                                |                                                            |                                                            |
|            | Motzke · Heiß · Hecht · Hanke · Becker · Radlmaier |                            | Foda · Kree · Thom · Wörns · Schuster · Becker |                                                            |                                                            |

| 27-10-1993 | Carl Zeiss Jena | 1 – 0   | SG Wattenscheid | Ernst-Abbe-Sportfeld, Jena                            |                                                       |
|            | Akpoborie 26'   | Reporte |                 | Asistencia: 5100 espectadores Árbitro(s): Bernd Hauer | Asistencia: 5100 espectadores Árbitro(s): Bernd Hauer |

| 27-10-1993 | Werder Bremen                                      | 4 – 2   | Hamburger SV                    | Weserstadion, Bremen                                           |                                                                |
|            | Herzog 13' · Hobsch 74' · Neubarth 86' · Rufer 90' | Reporte | Von Heesen 49' · Ivanauskas 64' | Asistencia: 34 400 espectadores Árbitro(s): Wolf-Günter Wiesel | Asistencia: 34 400 espectadores Árbitro(s): Wolf-Günter Wiesel |

| 27-10-1993 | Rot-Weiss Essen                                             | 4 – 2   | MSV Duisburg            | Georg-Melches-Stadion, Essen                            |                                                         |
|            | Kügler 3' · Lipinski 39' (pen.) · Margref 58' · Wegmann 84' | Reporte | Wohlert 47' · Papic 61' | Asistencia: 24 000 espectadores Árbitro(s): Jürgen Aust | Asistencia: 24 000 espectadores Árbitro(s): Jürgen Aust |

| 27-10-1993 | Bayern Munich (A)                              | 3 – 3 (t. s.)(3–4 p.)      | Tennis Borussia Berlin                     | Stadion an der Grünwalder Strasse, Munich              |                                                        |
|            | Stegmayer 13' · Grill 62' · Hamann 114' (pen.) | Reporte                    | Vogel 29' · Schröder 41' · Boer 114'       | Asistencia: 1400 espectadores Árbitro(s): Günther Frey | Asistencia: 1400 espectadores Árbitro(s): Günther Frey |
|            |                                                | Tiros desde el punto penal |                                            |                                                        |                                                        |
|            | Frey · Hamann · Protzel · Karataev · Zickler   |                            | Hey · Goldbaek · Muschiol · Aksoy · Goulet |                                                        |                                                        |

| 9-11-1993 | Dynamo Dresden             | 2 – 1   | Bayern Munich | Rudolf-Harbig-Stadion, Dresden                          |                                                         |
|           | Penksa 21' · Marschall 89' | Reporte | Scholl 78'    | Asistencia: 23 700 espectadores Árbitro(s): Alfons Berg | Asistencia: 23 700 espectadores Árbitro(s): Alfons Berg |

| 9-11-1993 | Borussia Mönchengladbach | 2 – 3   | 1. FC Kaiserslautern                              | Bökelbergstadion, Mönchengladbach                         |                                                           |
|           | Fach 39' · Dahlin 51'    | Reporte | Stadler 1' (o.g.) · Brehme 13' (pen.) · Fuchs 83' | Asistencia: 15 000 espectadores Árbitro(s): Eugen Strigel | Asistencia: 15 000 espectadores Árbitro(s): Eugen Strigel |

### Cuartos de final
| 30-11-1993 | FC Carl Zeiss Jena                                                      | 0 – 0 (t. s.)(5–6 p.)      | Rot-Weiss Essen                                                          | Ernst-Abbe-Sportfeld, Jena                              |                                                         |
|            |                                                                         | Reporte                    |                                                                          | Asistencia: 5200 espectadores Árbitro(s): Bernhard Zerr | Asistencia: 5200 espectadores Árbitro(s): Bernhard Zerr |
|            |                                                                         | Tiros desde el punto penal |                                                                          |                                                         |                                                         |
|            | Wittke · Penzel · Szangolies · Akpoborie · Gütschow · Bliss · Schreiber |                            | Lipinski · Pickenäcker · Spyrka · Kügler · Wegmann · Bangoura · Reichert |                                                         |                                                         |

| 1-12-1993 | SC Freiburg | 0 – 1   | Tennis Borussia Berlin | Dreisamstadion, Freiburg                                 |                                                          |
|           |             | Reporte | Keim 16'               | Asistencia: 9000 espectadores Árbitro(s): Manfred Führer | Asistencia: 9000 espectadores Árbitro(s): Manfred Führer |

| 1-12-1993 | Dynamo Dresden                                    | 1 – 1 (t. s.)(5–4 p.)      | Bayer Leverkusen                           | Rudolf-Harbig-Stadion, Dresden                              |                                                             |
|           | Schmäler 99'                                      | Reporte                    | Paulo Sérgio 97'                           | Asistencia: 15 400 espectadores Árbitro(s): Hartmut Strampe | Asistencia: 15 400 espectadores Árbitro(s): Hartmut Strampe |
|           |                                                   | Tiros desde el punto penal |                                            |                                                             |                                                             |
|           | Schößler · Marschall · Mauscksch · Kmetsch · Pilz |                            | Paulo Sérgio · Foda · Hapal · Wörns · Thom |                                                             |                                                             |

| 9-2-1994 | Werder Bremen                            | 2 – 2 (t. s.)(4–3 p.)      | 1. FC Kaiserslautern                       | Weserstadion, Dresden                                        |                                                              |
|          | Rufer 30' · Bode 110'                    | Reporte                    | Sforza 27' · Ross 115'                     | Asistencia: 13 400 espectadores Árbitro(s): Aron Schmidhuber | Asistencia: 13 400 espectadores Árbitro(s): Aron Schmidhuber |
|          |                                          | Tiros desde el punto penal |                                            |                                                              |                                                              |
|          | Rufer · Schaaf · Votava · Legat · Basler |                            | Brehme · Sforza · Kadlec · Funkel · Ritter |                                                              |                                                              |

### Semifinales
| 8-3-1994 | Rot-Weiss Essen           | 2 – 0   | Tennis Borussia Berlin | Georg-Melches-Stadion, Essen                                    |                                                                 |
|          | Bangoura 27' · Margef 66' | Reporte |                        | Asistencia: 22 000 espectadores Árbitro(s): Hans-Joachim Osmers | Asistencia: 22 000 espectadores Árbitro(s): Hans-Joachim Osmers |

| 9-3-1994 | Dynamo Dresden | 0 – 2   | Werder Bremen            | Rudolf-Harbig-Stadion, Dresden                                     |                                                                    |
|          |                | Reporte | Rufer 18' · Neubarth 37' | Asistencia: 29 000 espectadores Árbitro(s): Karl-Josef Assenmacher | Asistencia: 29 000 espectadores Árbitro(s): Karl-Josef Assenmacher |

### Final
| 14 de mayo de 1994 | Werder Bremen                                      | 3–1     | Rot-Weiss Essen | Olympiastadion, Berlin                                      |                                                             |
|                    | - Beiersdorfer 17' - Herzog 38' - Rufer 88' (pen.) | Reporte | Bangoura 50'    | Asistencia: 76 391 espectadores Árbitro(s): Manfred Amerell | Asistencia: 76 391 espectadores Árbitro(s): Manfred Amerell |

| Werder Bremen | Rot-Weiss Essen |

| ARQ           | 1  | Oliver Reck           |            |     |
| DEF           | 4  | Rune Bratseth         |            |     |
| DEF           | 8  | Miroslav Votava       |            |     |
| DEF           | 5  | Dietmar Beiersdorfer  |            |     |
| DEF           | 2  | Thomas Wolter         | Amonestado |     |
| DEF           | 3  | Marco Bode            |            |     |
| MED           | 7  | Dieter Eilts          |            |     |
| MED           | 6  | Mario Basler          |            | 75' |
| MED           | 10 | Andi Herzog           |            | 84' |
| DEL           | 9  | Bernd Hobsch          |            |     |
| DEL           | 11 | Wynton Rufer          |            |     |
| Substitutos:  |    |                       |            |     |
| ARQ           | 12 | Hans-Jürgen Gundelach |            |     |
| DEF           | 15 | Andree Wiedener       |            | 75' |
| DEF           | 16 | Ulrich Borowka        |            | 84' |
| MED           | 14 | Thorsten Legat        |            |     |
| DEL           | 13 | Frank Neubarth        |            |     |
| Entrenador:   |    |                       |            |     |
| Otto Rehhagel |    |                       |            |     |

| ARQ            | 1  | Frank Kurth       |            |     |
| DEF            | 5  | Harald Kügler     |            |     |
| DEF            | 2  | Ingo Pickenäcker  |            | 39' |
| DEF            | 8  | Mathias Jack      |            |     |
| DEF            | 6  | Jürgen Margref    |            |     |
| DEF            | 3  | Robert Reichert   |            | 49' |
| MED            | 11 | Jörg Lipinski     |            |     |
| MED            | 10 | Adrian Spyrka     |            |     |
| MED            | 9  | Kristian Zedi     |            |     |
| DEL            | 7  | Christian Dondera |            |     |
| DEL            | 4  | Daouda Bangoura   |            |     |
| Substitutes:   |    |                   |            |     |
| ARQ            | 22 | Jochen Gramse     |            |     |
| DEF            | 12 | Roman Geschlecht  |            | 39' |
| MED            | 13 | Oliver Grein      | Amonestado | 49' |
| MED            | 15 | Uwe Wegmann       |            |     |
| DEL            | 18 | Olivier Djappa    |            |     |
| Entrenador:    |    |                   |            |     |
| Wolfgang Frank |    |                   |            |     |